# Walter Booker

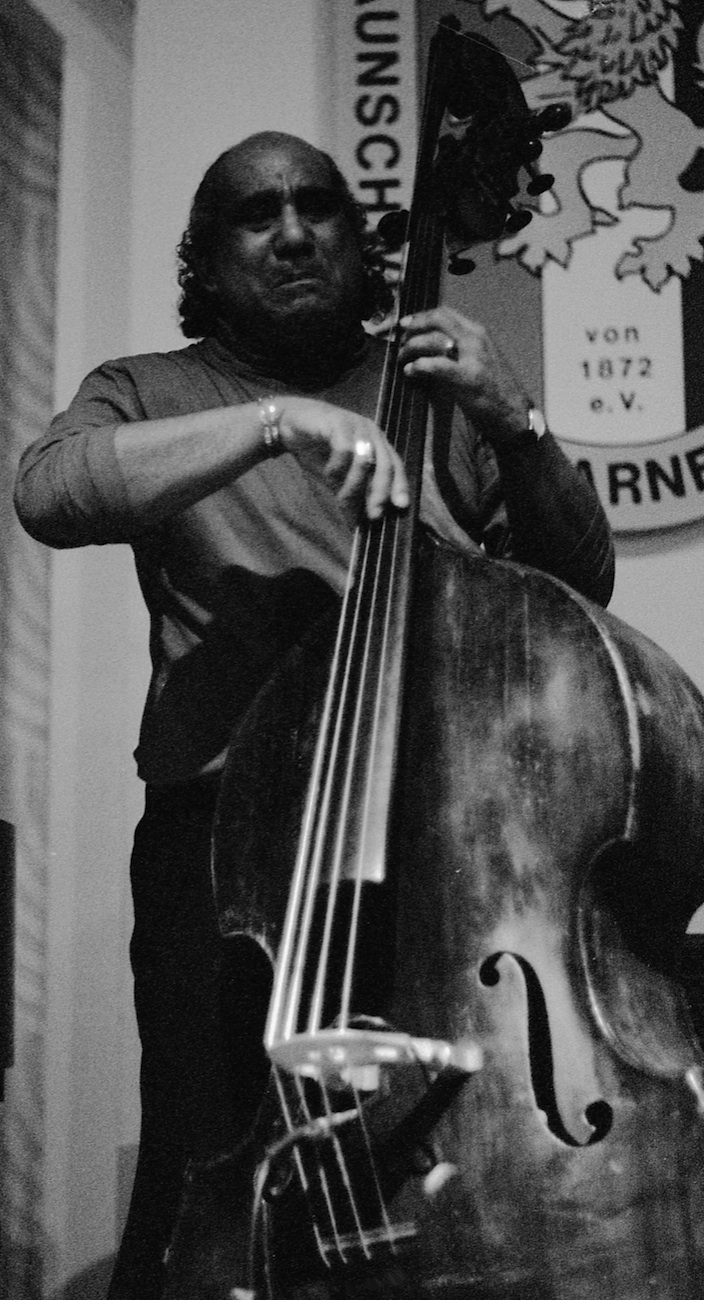
Walter Booker

Walter Booker (* 17. Dezember 1933 in Prairie View, Texas; † 24. November 2006 in New York) war ein amerikanischer Jazz-Bassist. Sein Spiel war gekennzeichnet von stimmenähnlichen Einschüben, Glissandos und Tremolo-Techniken.

## Leben und Wirken
Walter Booker zog mit seiner Familie in den mittleren 1940er Jahren nach Washington, D.C.  Im College spielte er in einer Band Klarinette und Altsaxophon. Im Jahr 1959 begann er mit dem Bass, als er in der US Army war, wo er in derselben Einheit wie Elvis Presley diente. Nach seiner Entlassung aus der Armee spielte er während der frühen 1960er Jahre mit Andrew White in Washington und dem JFK Quintet.
Im Jahr 1964 ging Booker nach New York City, wo er in Donald Byrds Band arbeitete. Danach spielte er mit Ray Bryant, Betty Carter, Chick Corea, Stan Getz, Art Farmer, Milt Jackson, Thelonious Monk, Harold Vick und Sonny Rollins, bevor er 1969 Mitglied des Cannonball Adderley Quintetts wurde; eine Verbindung, die bis zu Adderleys Tod im Jahr 1975 dauern sollte. 
In der Zeit danach tourte er mit dem Trio von Shirley Horn durch die Vereinigten Staaten, an der Seite von Billy Hart. Während dieser Zeit baute Booker das Boogie Woogie Studio in New York auf, ein Mekka für Musiker weltweit. Von 1975 bis 1981 war er Begleitmusiker für Sarah Vaughan. In den 1980er Jahren spielte er mit Nat Adderley, Nick Brignola, Arnett Cobb, Richie Cole, John Hicks, Billy Higgins, Clifford Jordan, Pharoah Sanders, Joe Thomas und Phil Woods.
Booker war mit der Pianistin Bertha Hope verheiratet und Mitglied ihres Trios, in dem auch Jimmy Cobb mitspielte. Zusätzlich zu seinem eigenen Quintett gründete er die Formation Elmollenium mit Bertha Hope, Charles Davis, Roni Ben-Hur, Leroy Williams und Amy London  die der Pflege des Werks von Elmo Hope, Berthas früherem Ehemann gewidmet war. 
Booker starb im Alter von 72 Jahren in Manhattan, New York City.

## Diskographische Hinweise
- Cannonball Adderley: Country Preacher (Capitol, 1969), Inside Straight (Fantasy, 1973), Phenix (Fantasy, 1975), Poppin’ in Paris: Live at l’Olympia 1972 (2024)
- Nat Adderley: We Remember Cannon (In + Out, 1989), On The Move (Theresa, 1983), Blue Autumn (Evidence, 1982), Mercy, Mercy, Mercy (Evidence, 1997)
- Kenny Barron, John Hicks Quartet: Rhythm-A-Ning (Candid, 1990)
- Donald Byrd: Blackjack (Blue Note, 1967)
- Roy Hargrove: Family (Verve, 1995)
- John Hicks: Inc. 1 (IW, 1994)
- Clifford Jordan: Repetition (Soul Note, 1984)
- Lee Morgan: The Procrastinator (Blue Note, 1969)
- Archie Shepp: The Way Ahead (Impulse, 1968)
- Wayne Shorter: Super Nova (Blue Note, 1969)